# جيمس هويت
جيمس هويت (بالإنجليزية: James Hoyt)‏ هو عسكري أمريكي، ولد في 16 مايو 1925 في أكسفورد في الولايات المتحدة، وتوفي في 11 أغسطس 2008 في أكسفورد في المملكة المتحدة.